# 清吧

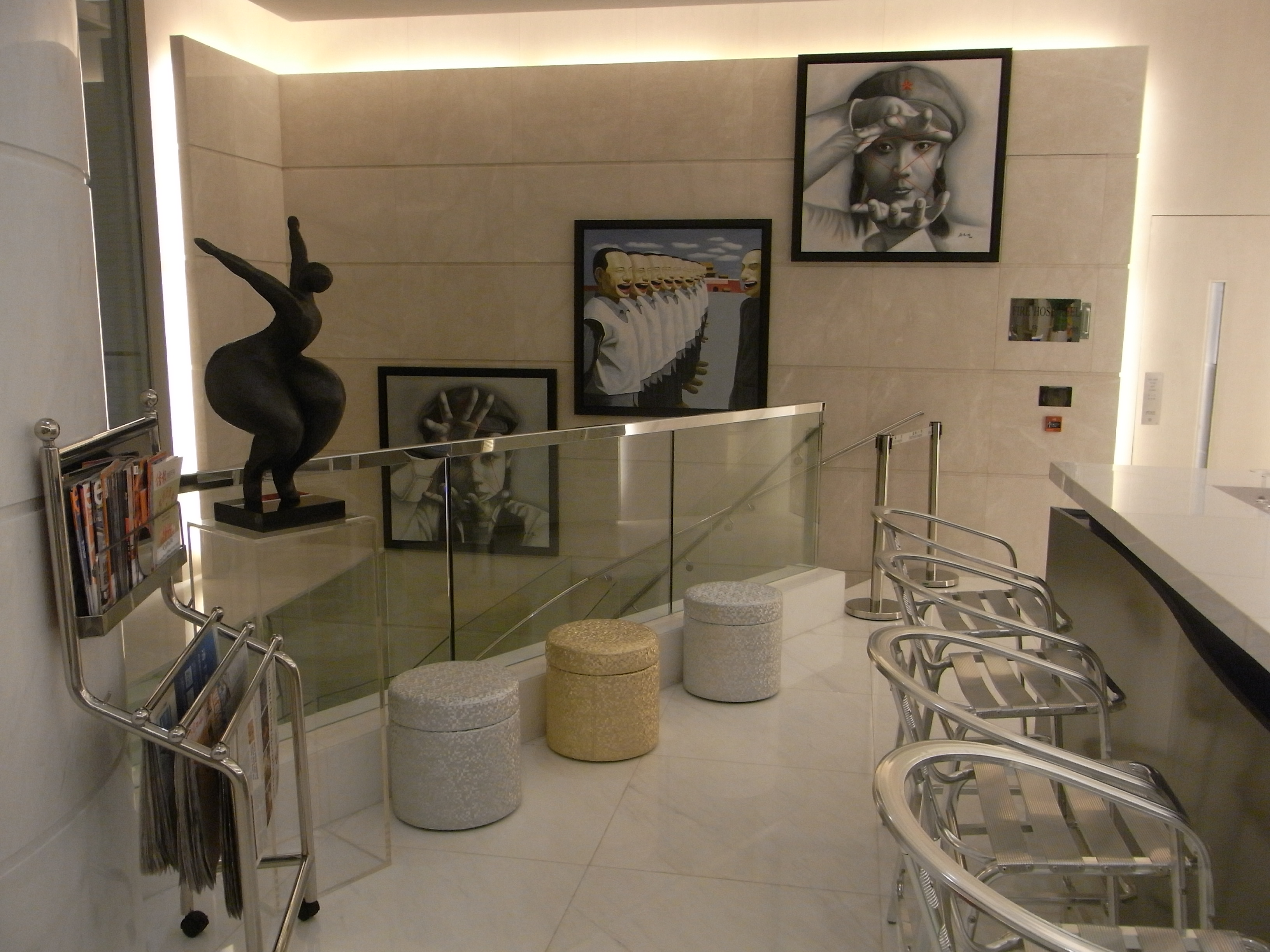
清吧的内部装潢

清吧，又名節慾吧，是指不提供酒精飲料的酒吧，是隨著禁酒運動興起的一種酒吧。